# Eublemma melabasis
Eublemma melabasis är en fjärilsart som beskrevs av George Francis Hampson 1914. Eublemma melabasis ingår i släktet Eublemma och familjen nattflyn. Inga underarter finns listade i Catalogue of Life.